# Kim Yong-dae
Kim Yong-dae (en coreano: 김용대; Miryang, Gyeongsang del Sur, 11 de octubre de 1979) es un exfutbolista surcoreano que jugaba en la posición de guardameta.

## Carrera

### Club
| Periodo   | Club                      | País          | Apariciones | Goles |
| --------- | ------------------------- | ------------- | ----------- | ----- |
| 2002–2005 | Busan IPark               | Corea del Sur | 85          | 0     |
| 2006–2009 | Seongnam Ilhwa Chunma     | Corea del Sur | 53          | 0     |
| 2008–2009 | → Gwangju Sangmu (Armada) | Corea del Sur | 50          | 0     |
| 2010–2015 | FC Seoul                  | Corea del Sur | 174         | 0     |
| 2016–2018 | Ulsan Hyundai             | Corea del Sur | 66          | 0     |

### Selección nacional
Jugó en las selecciones menores de Corea del Sur desde la categoría sub-20 y considerado como uno de los mejores guardametas de la historia del país. Jugó con la selección absoluta en 21 ocasiones del 2000 al 2011, participó en la Copa Mundial de Fútbol de 2006, los Juegos Olímpicos de Sídney 2000, la Copa de Oro de la Concacaf 2000, la Copa FIFA Confederaciones 2001, dos ediciones de los Juegos Asiáticos y cuatro ediciones de la Copa Asiática.

## Logros

### Club
Busan I'Park
- Korean FA Cup: 2004

Seongnam Ilhwa Chunma
- K League 1: 2006

FC Seoul
- K League 1: 2010, 2012
- Korean FA Cup: 2015
- League Cup: 2010

### Selección nacional
- Campeonato de Fútbol de Asia Oriental (2): 2003, 2008

### Individual
- K League Best XI: 2010, 2012
- AFC Champions League Dream Team: 2013